# Rudy Rucker
Rudolf von Bitter Rucker (ur. 22 marca 1946 w Louisville, Kentucky) – amerykański pisarz science fiction, matematyk, informatyk, jeden z prekursorów gatunku cyberpunk w literaturze.
Uznany twórca współczesnego science fiction, został dwukrotnym laureatem Nagrody im. Philipa K. Dicka za powieści Software (1982) i Wetware (1988), wchodzące w skład cyklu powieściowego The Ware Tetralogy. W skład jego twórczości wchodzi ponad 30 opublikowanych powieści oraz opracowań naukowych poruszających tematykę czwartego wymiaru, nieskończoności i znaczenia obliczeń. Obecnie jest redaktorem naczelnym internetowego czasopisma "Flurb".

## Życiorys

### Młodość
Rudy Rucker urodził się i dorastał w Louisville w stanie Kentucky. Jego przodkiem jest niemiecki filozof Georg Wilhelm Friedrich Hegel.
W roku 1967 uzyskał bakalaureat z matematyki na Swarthmore College, w roku 1969 tytuł magistra i cztery lata później doktorat z matematyki na Rutgers University.

### Kariera
W latach 1972–1978 Rucker pracował jako wykładowca na Uniwersytecie Stanowym Nowego Jorku w Geneseo. Dzięki stypendium przyznanemu mu przez Fundację im. Aleksandra von Humboldta w latach 1978–1980 wykładał matematykę na Uniwersytecie Ruprechta-Karola w Heidelbergu. Następnie, w latach 1980–1982 wykładał w Randolph–Macon Women's College w Lynchburgu, w stanie Wirginia. Zainspirowany wywiadem przeprowadzonym w 1984 roku ze Stevenem Wolframem, Rucker zainteresował się naukami informatycznymi, które wykładał jako profesor na Uniwersytecie Stanowym San José aż do przejścia na emeryturę w roku 2004.

## Twórczość
Rucker wypracował swój własny styl literacki, który określa mianem transrealizmu. Jego główne założenia autor przedstawia w eseju "The Transrealist Manifesto" opublikowanym w 1983. W twórczości pisarza przeważają elementy świata przedstawionego inspirowane obserwacjami pozaliterackiego świata poczynionymi przez samego autora.

### Powieści
- The Ware Tetralogy[3]
  - Software (1982)
  - Wetware (1988)
  - Freeware (1997)
  - Realware (2000)
- Powieści transrealistyczne
  - White Light (1980)
  - Spacetime Donuts (1981)
  - The Sex Sphere (1983) – wydanie polskie w 1991 pod tytułem SeksSfera (wyd. Express Books)
  - The Secret of Life (1985)
  - The Hacker and the Ants (1994)
  - Saucer Wisdom (1999)
- Pozostałe
  - Master of Space and Time (1984)
  - The Hollow Earth (1990)
  - Spaceland (2002)
  - As Above, So Below: A Novel of Peter Bruegel (2002)
  - Frek and the Elixir (2004)
  - Mathematicians in Love (2006)
  - Postsingular (2007)
  - Hylozoic (2009)
  - Jim and the Flims (2011)
  - Turing and Burroughs (2012)
- Zbiory opowiadań
  - The Fifty-Seventh Franz Kafka (1983)
  - Transreal! (1991)
  - Gnarl! (2000)
  - Mad Professor (2006)

### Opracowania naukowe
- Geometry, Relativity and the Fourth Dimension (1977)
- Infinity and the Mind (1982)
- The Fourth Dimension (1984)
- Mind Tools (1987)
- All the Visions (1991)
- Seek! (1999)
- Software Engineering and Computer Games (2002)
- The Lifebox, the Seashell, and the Soul: What Gnarly Computation Taught Me about Ultimate Reality, the Meaning of Life, and how to be Happy (2005)

### Jako redaktor
- Speculations on the Fourth Dimension: Selected Writings of Charles H. Hinton, Dover (1980)
- Mathenauts: Tales of Mathematical Wonder, Arbor House (1987)
- Semiotex(e) SF (współredaktor) (1989)
- MONDO 2000: A User's Guide to the New Edge (współredaktor) (1992)